# Vodslivy
Vodslivy (en allemand : Wodsliw) est une commune du district de Benešov, dans la région de Bohême-Centrale, en République tchèque. Sa population s'élevait à 98 habitants en 2020.

## Géographie
Vodslivy se trouve à 5 km au sud-ouest de Sázava, à 14 km au nord-est de Benešov et à 39 km au sud-est de Prague.
La commune est limitée par Chocerady à l'ouest et au nord, par Sázava au nord-est, par Choratice au sud-est, et par Ostředek au sud.

## Histoire
La première mention écrite de la localité date de 1436.